# تاكاشي يامانوشي
تاكاشي يامانوشي (باليابانية: 山内孝؛ بالكانا: やまのうち たかし) هو شخصية أعمال ياباني، ولد في 10 يناير 1945 في هيروشيما في اليابان.